# Stadtmuseum Iserlohn

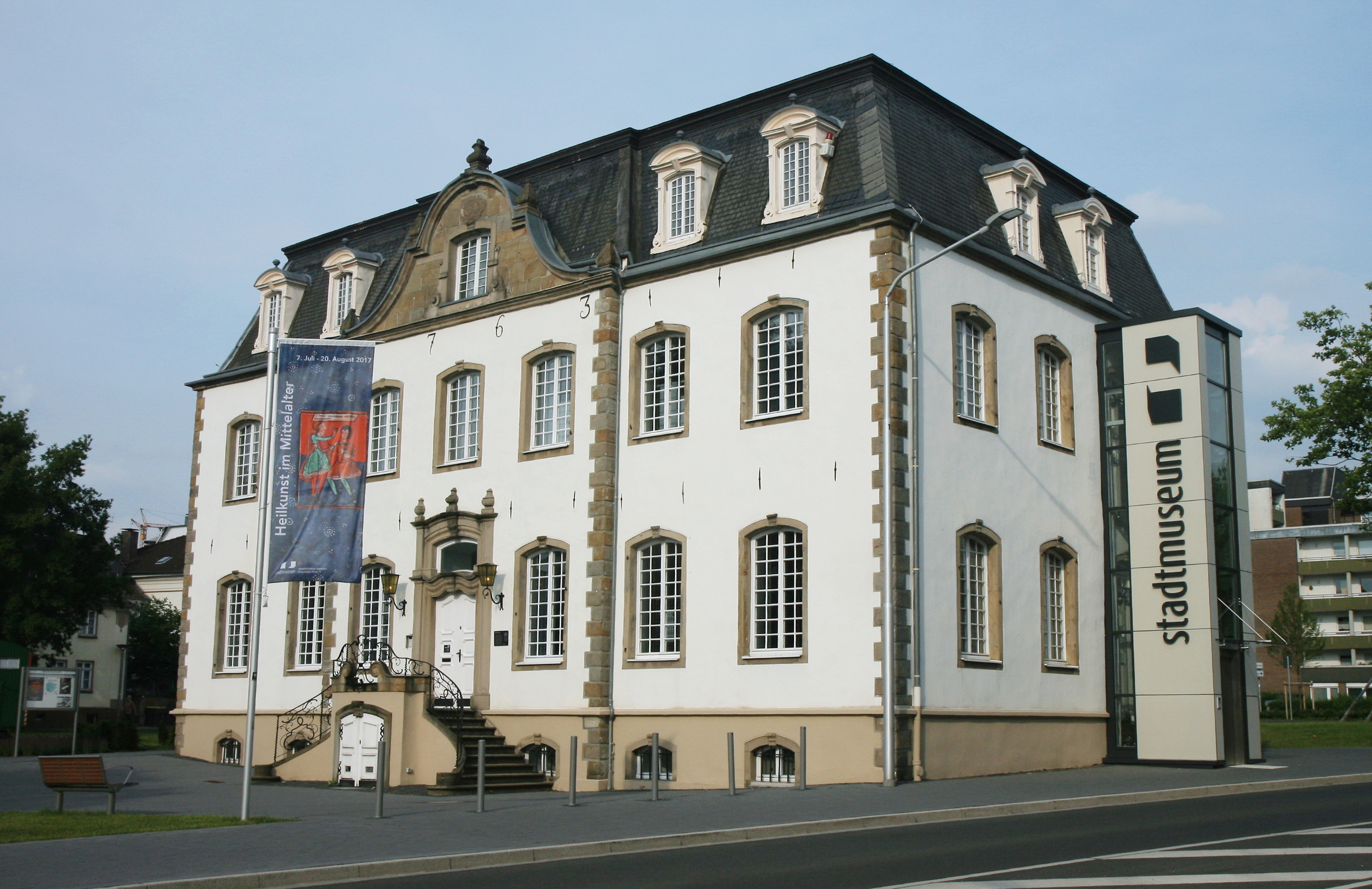
Stadtmuseum

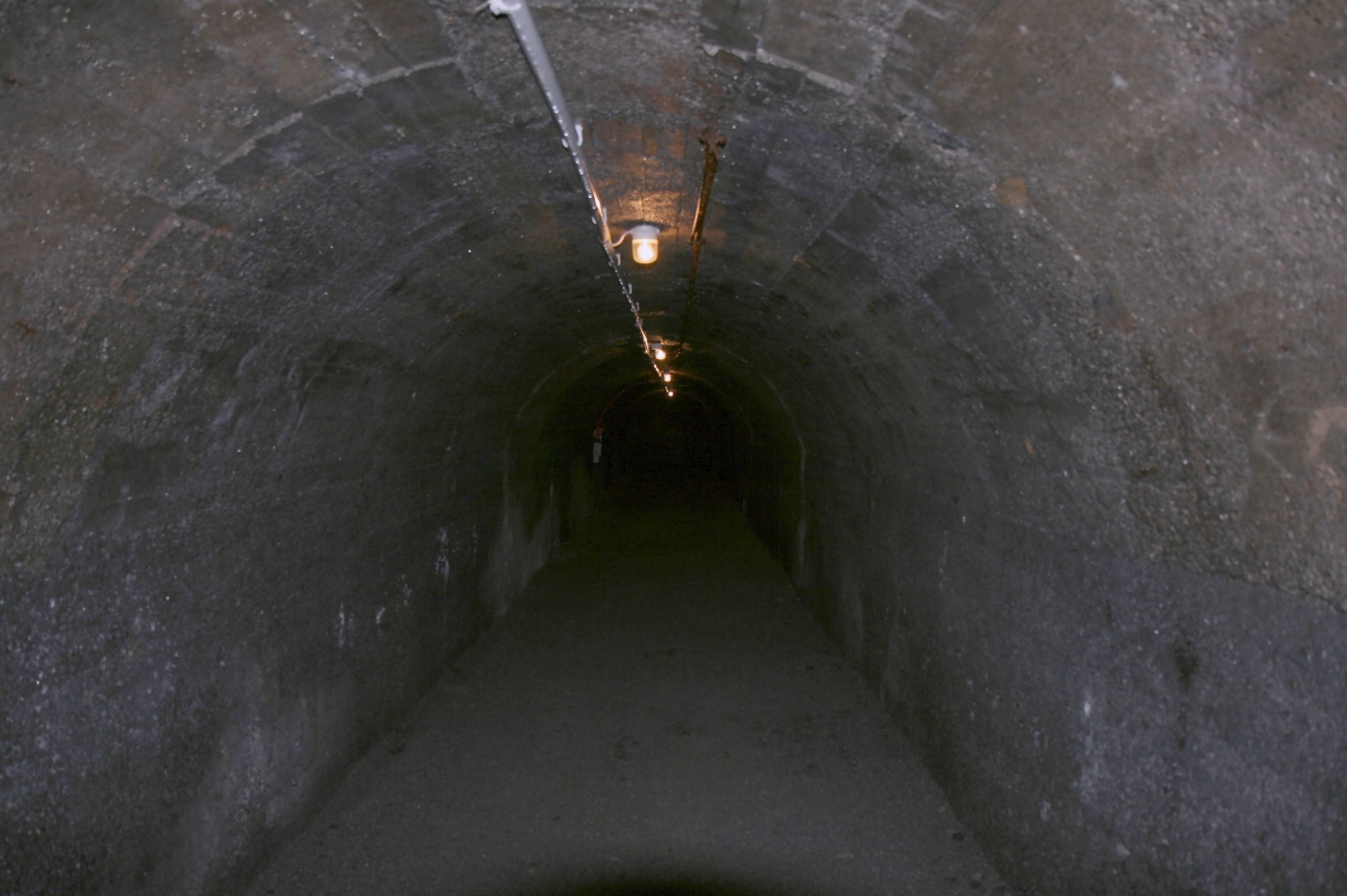
Luftschutzstollen

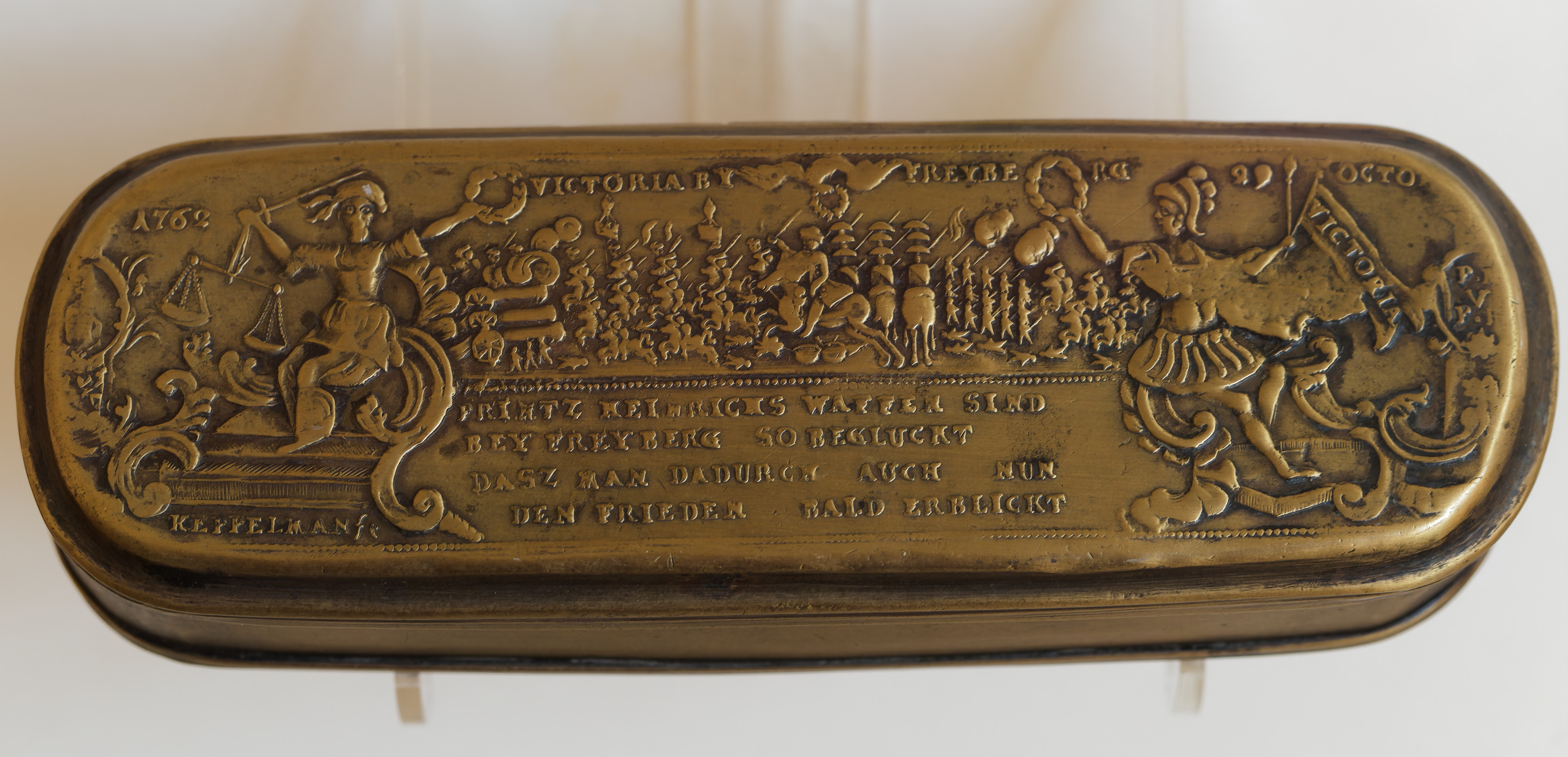
Tabaksdose aus Messing

Das Stadtmuseum Iserlohn ist ein Heimatmuseum in Iserlohn. Es hieß früher Haus der Heimat. Seit 1987 ist es im einstigen Zeughaus, einem 1726 errichteten Barockgebäude, am Fritz-Kühn-Platz neben der St.-Pankratius-Kirche (Bauernkirche) untergebracht.

## Ausstellung
Das Museum zeigt in der Dauerausstellung einen geschichtlichen Abriss über die Iserlohner Vergangenheit, angefangen bei der geologischen Entstehung der Gegend bis hin zur Gegenwart. Ein Schwerpunkt liegt auch auf der Wirtschafts- und Sozialgeschichte Iserlohns. Dazu gehört die Entwicklung von der Herstellung von Rüstungen hin zu einer Vielzahl von Drahtprodukten unter dem Oberbegriff Panzerwaren. So verfügt das Museum über eine Sammlung Iserlohner Tabakdosen und über zahlreiche Kaffee- und Mokkamühlen der ehemaligen Iserlohner Firma Kissing & Möllmann. Für Sonderausstellungen steht ein eigener Raum zur Verfügung.
Nach der Darstellung der frühen Besiedlung im Iserlohner Raum wird ein Einblick in den Galmeibergbau gegeben, der seit dem 15. Jahrhundert in Iserlohn bestand. Nachdem es durch Bergschäden zu Beschädigungen von Gebäuden in der Innenstadt gekommen war und die Kosten stark gestiegen waren, wurde der Galmeibergbau Ende des 19. Jahrhunderts eingestellt.
Weitere wichtige Wirtschaftszweige in der Zeit der Industrialisierung waren die Draht- und Nadelproduktion sowie die Herstellung von Messing- und Bronzeprodukten. Diesen Themen sind eigene Räume gewidmet. Ein weiterer Ausstellungsteil beschäftigt sich mit dem Iserlohner Aufstand von 1849 im Rahmen der Märzrevolution von 1848/49. Außerdem geht es um die Entwicklung des in der Gegend stark ausgeprägten Vereinswesens.

## Sonstiges
Es gibt regelmäßig Spezialführungen und museumspädagogische Angebote in Kooperation mit einigen anderen Iserlohner Museen. Man kann auch den Luftschutzstollen Altstadt aus dem Zweiten Weltkrieg unter der Iserlohner Altstadt besichtigen, der in unmittelbarer Nähe zum Museum liegt.
Im Rahmen des Wettbewerbes Europäisches Museum des Jahres erhielt das Museum eine Auszeichnung. Seit Sommer 2017 ist es Ankermuseum des Netzwerkes „Preußen in Westfalen“.